# Landadel
Landadel is de adel die actief zijn landgoederen beheert, of dienstdoet in het leger of het bestuur. Zij wordt in tal van staatkundige en sociologische categorieën tegenover hofadel gesteld.
De hofadel was een groep edellieden die rond het hof verkeerde. Om aan het hof te kunnen verblijven, was veel geld nodig. Daar stond tegenover dat men zich de gunst van de koninklijke familie kon verwerven, en deze patronage kon voor de hofadel en hun familieleden goedbetaalde banen, waaronder kerkelijke functies, abdijen en sinecures opleveren.
Aan het Franse hof had in de 17e en 18e eeuw iedereen toegang voor zover men netjes gekleed was. Men kon de benodigde sabel op het voorplein huren. Alleen de leden van de oude adellijke geslachten hadden toegang tot bepaalde plechtigheden en vertrekken. Voor sommige functies en privileges werd een groot aantal kwartieren geëist en adeldom, zogenaamde oeradel, die terugging tot de middeleeuwen.
Een groot aantal edelen verbleef niet, of zelden, aan het hof. Zij beheerden hun bezittingen en bestuurden de steden en dorpen. Het ontbrak hun aan geld, opvoeding, zin, kwartieren of ambitie om aan het hof te leven.

## Landadel in de Nederlanden
In de Nederlanden heeft de hofadel, behalve aan het Bourgondische hof in Brussel, nooit een grote rol gespeeld. De Nassau's, de Oranjes en de Oranje-Nassau's voerden in Den Haag en Leeuwarden een kleine hofstaat in vergelijking tot de andere Europese prinsen en zeker in vergelijking tot de Europese koningen. De term landadel is en was in de Nederlanden niet juridisch vastgelegd.
Men noemt de vele jonkheren en baronnen die ook nu nog op hun landgoederen in Overijssel, Gelderland, en België wonen wel landadel.

## Landadel in hetVerenigd Koninkrijk
De Engelse gentry of landadel is de sociale groep onder de hoge adel of nobility (de peers of the realm met een zetel in het parlement). Hij bestaat meer bepaald uit de knights, esquires en gentlemen, maar hoeft niet noodzakelijkerwijs tot de adel te behoren. Vroeger stond onder de gentry de yeomanry of herenboeren. Daarbij valt op te merken dat de term gentry een retrospectieve constructie van historici is, die in de tijd waarover ze schrijven niet werd gebruikt. De families met een wapenschild (in Engeland moet de koning toestemming verlenen voor het voeren van een wapen), worden tot de lagere adel gerekend. Leden van de Britse landadel die geen wapen voerden, werden tot de aristocratie gerekend.
Men kan een op zijn landgoed levende Britse baronet tot de landadel rekenen, een op zijn landgoed levende hertog hoort zeker niet tot de landadel, hoezeer hij het hof en zijn verplichtingen in de hoofdstad ook ontloopt. Ook baronnen behoren niet tot de gentry. De gentry heeft een eigen stijl die vaak met honden (labradors of retrievers), jacht, jodhpurs, Volvo's en Landrovers, paarden en vossenjacht wordt gekarikaturiseerd.

## Landadel in Frankrijk
Op het uitgestrekte Franse platteland woonden honderden edellieden op hun kastelen en kasteeltjes. Zij worden wel de "petite noblesse" genoemd.

## Landadel in Duitsland
In Duitsland bestond een scherpe scheidslijn tussen de hoge adel, de adel en de landadel. Edellieden zonder titel en de talloze ridders waren landadel.